# The Getaway
A The Getaway a Red Hot Chili Peppers együttes 11. stúdióalbuma, amelyet a Warner Bros. Records jelentetett meg 2016. június 17-én. Ez volt az együttes első stúdióalbuma a 2011-es I’m with You óta. A lemez producere Danger Mouse volt, aki a bandával 25 évig dolgozó, és hat albumot kiadó Rick Rubint váltotta. A The Getaway volt a második, és egyben utolsó Red Hot Chili Peppers-album amelyen Josh Klinghoffer működött közre gitárosként, 2019-ben ugyanis John Frusciante másodszor is visszatért az együttesbe.

## Háttér
A lemezzel kapcsolatos munkálatok 2014-ben kezdődtek, ám Flea kartörése miatt nyolc hónapra le kellett állni a projekttel.
2016 májusában Chad Smith egy rádióinterjúban elárulta, hogy bár a banda imádta Rick Rubint, valaki mással akartak dolgozni, hogy új hatások érjék őket, és másfajta inspirációt kapjanak. Nem sokkal az együttesből való távozása után Josh Klinghoffer azt mondta, hogy azért volt szükség másik producerre, mert az I'm With You elkészítése során nézeteltérésbe került Rubinnal.
Szintén 2016 májusában Anthony Kiedis elismerte, hogy a dalok szövegeit főleg a Helena Vestergaard-dal folytatott, "atombombaként széthulló" kapcsolata ihlette, valamint, hogy a The Getaway a kedvenc dala az albumról.

## Borító
A lemezborító Kevin Peterson festménye. A művész elmondása szerint a banda kereste meg, hogy felhasználhassák a Coalition II című alkotását az albumhoz. Kiedis később egy interjúban elemezte a borítót: "Általában valami nagyon művészit keresünk, de ebből a képből valami különleges melegség áradt, és nagyon emberinek éreztem. Ráadásul magunkat is látom benne: Chad a medve, Josh a kislány, Flea a mosómedve, én pedig az a vicces kis holló."

## Érdekességek
- A The Hunter című dalban Flea egyáltalán nem vállalt szerepet, helyette Klinghoffer játszott basszusgitáron. Smith később Paul McCartney-éhoz hasonlította a gitáros játékát.
- A Sick Love-ban Elton John zongorázik
- A The Getaway Tour keretein belül az együttes 1996 után először Magyarországra is ellátogatott: 2016. szeptember 1-jén és 2-án léptek fel a Papp László Budapest Sportarénában.

## Közreműködők
- Anthony Kiedis – ének
- Flea – basszusgitár, trombita
- Josh Klinghoffer – gitár, háttérvokál, basszusgitár, zongora
- Chad Smith – dobok, ütősök

## Az album dalai
| 1.    | The Getaway             | Anthony Kiedis, Flea, Josh Klinghoffer, Chad Smith, Brian Burton | 4:10 |
| 2.    | Dark Necessities        | Kiedis, Flea, Klinghoffer, Smith, Burton                         | 5:02 |
| 3.    | We Turn Red             | Kiedis, Flea, Klinghoffer, Smith ,Burton                         | 3:20 |
| 4.    | The Longest Wave        | Kiedis, Flea, Klinghoffer, Smith                                 | 3:31 |
| 5.    | Goodbye Angels          | Kiedis, Flea, Klinghoffer, Smith                                 | 4:29 |
| 6.    | Sick Love               | Kiedis, Flea, Klinghoffer, Smith, Elton John, Bernie Taupin      | 3:41 |
| 7.    | Go Robot                | Kiedis, Flea, Klinghoffer, Smith                                 | 4:24 |
| 8.    | Feasting on the Flowers | Kiedis, Flea, Klinghoffer, Smith, Burton                         | 3:23 |
| 9.    | Detroit                 | Kiedis, Flea, Klinghoffer, Smith                                 | 3:47 |
| 10.   | This Ticonderoga        | Kiedis, Flea, Klinghoffer, Smith                                 | 3:35 |
| 11.   | Encore                  | Kiedis, Flea, Klinghoffer, Smith                                 | 4:11 |
| 12.   | The Hunter              | Kiedis, Flea, Klinghoffer, Smith, Burton                         | 4:00 |
| 13.   | Dreams of a Samurai     | Kiedis, Flea, Klinghoffer, Smith                                 | 6:09 |
| 53:50 |                         |                                                                  |      |

## Fordítás
- Ez a szócikk részben vagy egészben  a   The Getaway (Red Hot Chili Peppers album) című angol Wikipédia-szócikk ezen változatának fordításán alapul.  Az eredeti cikk szerkesztőit annak laptörténete sorolja fel. Ez a jelzés csupán a megfogalmazás eredetét és a szerzői jogokat jelzi, nem szolgál a cikkben szereplő információk forrásmegjelöléseként.